# Begonia leptantha
Espèce
Begonia leptantha est une espèce de plantes de la famille des Begoniaceae.
L'espèce fait partie de la section Petermannia.
Elle a été décrite en 1911 par Charles Budd Robinson (1871-1913).

## Répartition géographique
Cette espèce est originaire du pays suivant : Philippines.